# Scopula okinawensis
Scopula okinawensis là một loài bướm đêm trong họ Geometridae.